# Moira (Leicestershire)
Moira – wieś w Anglii, w hrabstwie Leicestershire, w dystrykcie North West Leicestershire. Leży 30 km na północny zachód od miasta Leicester i 167 km na północny zachód od Londynu.